# Tryllefløjten
Tryllefløjten (Die Zauberflöte) er en opera i 2 akter. Librettoen er skrevet af Emanuel Schikaneder (1751-1812). Musikken er komponeret af Mozart i 1791 (KV 620).
Librettoen er en klassisk fortælling om to elskende, der må igennem hårde prøvelser, inden de endelig kan falde i hinandens arme for evigt. Handlingen er inspireret fra Christoph Martin Wielands historie "Lulu oder Die Zauberflöte”. Det kommer til udtryk i Papagenos og Papagenas historie, hvor trylleriet og balladen sker.
Men Tryllefløjten har også i Tamino og Paminas dybereliggende lag, som fortæller om lysets kamp mod mørket og har betydningslag ind i Frimurerbevægelsen (som både Mozart og Schikaneder var blevet medlemmer af), hvor kærlighed, tilgivelse, tolerance og broderskab var nøgleord. Herfra kommer inspirationen til mange af de i operaen forekommende optagelseceremonier, ritualer og prøvelser.
Operaen er filmatiseret af Ingmar Bergman i 1975 med bl.a. Josef Köstlinger, Irma Urrila, Håkan Hagegård og Ulrik Cold og af Kenneth Branagh i 2006 med bl.a. Joseph Kaiser, Amy Carson og René Pape.

## Handlingen
Rollelisten omfatter Nattens Dronning, Sarastro, fuglefængeren Papageno, prins Tamino og prinsesse Pamina, der er datter af Nattens Dronning.
Prins Tamino har forvildet sig ind i Nattens Dronnings rige og er her kommet i kamp med en kæmpeslange. I sidste øjeblik reddes han af tre af dronningens hofdamer. De viser ham et billede af Pamina, som han forelsker sig hovedkulds i. Hun er datter af Nattens Dronning, men er den onde troldmand Sarastros fange i et østligt land.
Tamino lover dronningen at drage ud for at befri Pamina. Hun giver
ham en tryllefløjte, der kan beskytte ham mod alverdens farer, og sammen med fuglefængeren Papageno drager han af sted for at befri sin elskede.
I Sarastros rige erfarer de, at han ikke, som de troede, er ond. Han er en klog, retfærdig og vis ypperstepræst, der har bortført Pamina alene for at beskytte hende mod hendes mor. Sarastro kan se, at Tamino og Pamina er skabt for hinanden, men for at få hinanden, skal Tamino bestå en række prøver. De er så vanskelige, at de er tæt på at koste de elskende både kærligheden og livet. Da det ved Paminas hjælp lykkes at bestå prøverne, genvinder de kærligheden, mens historiens virkelig onde person, Nattens Dronning, opsluges af mørket.

## Akt 1
Akt 1
Scene 1: Et forrevet klippefyldt landskab
Den smukke prins Tamino er faret vild i et fjernt land. Han forfølges af en slange og beder guderne om hjælp (kvartet: "Zu Hilfe Zu Hilfe!"). Han besvimer, og Nattens Dronning viser sig med tre damer og dræber slangen. De finder den besvimede prins yderst attraktiv, og de forsøger at få de to andre til at gå. De ender med modstræbende at forlade prinsen sammen.
Tamino vågner. Papageno kommer ind klædt som en fugl. Han beskriver sit liv som fuglefænger og klager over, at han ingen kone eller kæreste har (arie: "Der Vogelfänger bin ich ja"). Tamino præsenterer sig for Papageno, som han tror har dræbte slangen. Papageno tager glad æren: han hævder stolt, at han kvalte den med de bare næver. De tre damer dukker pludseligt op igen og sætter en hængelås for hans mund som en advarsel mod løgne. De giver Tamino et portræt af Nattens Dronnings datter Pamina, som Tamino øjeblikkeligt forelsker sig i. 
Nattens Dronning ankommer.
Damerne vender tilbage og fortæller Tamino, at Pamina er blevet taget til fange af Sarastro, en ond troldmand. Tamino sværger, at han vil redde Pamina. Nattens Dronning viser sig og lover Tamino, at Pamina vil blive hans kone, hvis han vil redde hende fra Sarastro (Recitativ og arie: "O zittre nicht, mein lieber Sohn" / Åh, bæv ikke, min kære søn!). Dronningen beder damerne fjerne hængelåsen fra Papagenos mund med en advarsel om ikke at lyve mere. De giver Tamino en tryllefløjte. De beder Papageno om at følge med Tamino og giver Papageno et klokkespil til beskyttelse. Damerne indfører tre barneånder, som skal føre Tamino og Papageno til Sarastros tempel. 
Scene 2: Et værelse i Sarastros palads
Pamina trækkes ind af Sarastros slaver, efter at hun tilsyneladende har forsøgt at flygte. Monostatos, morian og overslave, beordrer slaverne til at forsvinde og lade dem være alene. Papageno, der er sendt videre af Tamino for finde Pamina, træder ind (Trio: "Du feines Täubchen, Nur heri!"). Monostatos og Papageno er rædselsslagne over hinandens mærkelige udseende og flygter. Papageno vender tilbage og siger Pamina, at hendes mor har sendt Tamino for at redde hende. Pamina fryder sig ved at høre, at Tamino er forelsket i hende. Hun giver håb til Papageno, der længes efter en kone. De synger over glæder og hellige pligter i en ægteskabelig kærligheds duet. (duet: "Bei Männern Welche Liebe fühlen").
Finale. Scene 3: En lund foran et tempel
De tre damer fører Tamino til Sarastros tempel og lover, at hvis han er tålmodig, klog og standhaftig, vil det lykkes ham at redde Pamina. Tamino nærmer sig venstre indgang og nægtes adgang af stemmer indefra. Det samme sker, da han går til indgangen til højre. Men i indgangen i midten viser en gammel præst sig og lader Tamino gå ind. (Den gamle præst er en sangrolle.) Han fortæller Tamino, at Sarastro er velvillig og slet ikke ond, og at han ikke skulle have vist Nattens Dronning tillid. Tamino spiller på sin tryllefløjte i et forsøg på at finde Pamina. Dyr flokkes om ham og er begejstrede for hans musik. Tamino hører Papagenos bjælder klinge og skynder sig ud af scenen for at finde ham.
Papageno og Pamina leder efter Tamino. De fanges igen af Monostatos og hans slaver. Papageno spiller på sit magiske klokkespil, og Monostatos og hans slaver begynder at danse og afslutter scenen med at danse, hypnotiseret af skønheden i musikken ("Das klinget so herrlich"). Papageno og Pamina hører Sarastros følge nærme sig. Papageno er bange og spørger Pamina, hvad de skal gøre. Hun svarer, at de skal sige sandheden. Sarastro kommer ind med en flok tilhængere.
Pamina knæler for Sarastro og indrømmer, at hun forsøgte at flygte, fordi Monostatos havde påtvunget hende sin opmærksomhed. Sarastro modtager hende venligt og forsikrer hende om, at han kun ønsker hendes lykke. Men han nægter at sende hende tilbage til hendes mor, som han beskriver som en stolt, stædig kvinde, med en dårlig indflydelse på hende. Pamina, siger han, skal styres af en mand.
Monostatos bringer Tamino ind. De to elskende ser hinanden for første gang og omfavner hinanden, og det vækker harme blandt Sarastros tilhængere. Monostatos fortæller Sarastro, at han fangede Papageno og Pamina under flugtforsøg og kræver en belønning. Men Sarastro straffer Monostatos for hans lystne adfærd mod Pamina og sender ham væk. Han siger, at Tamino skal lære visdom for at blive værdig som Paminas mand. Præsterne erklærer, at dyd og retskaffenhed vil helliggøre liv og gøre dødelige til guder ("Wenn Tugend und Gerechtigkeit").

## Akt 2
Scene 1: En palmelund:
Præsterne ledet af Sarastro træder ind til en højtidelig march. Sarastro fortæller præsterne, at Tamino er klar til at gennemgå de prøvelser, der vil føre til klarhed om, han er værdig til Pamina. Han påkalder guderne Isis og Osiris og beder dem at beskytte Tamino og Pamina (Arie "O Isis und Osiris").
Scene 2: templet Ordeal:
Tamino og Papageno ledes ind af to præster for den første prøve. De to præster advarer Tamino og Papageno om farerne, de står overfor, men også om kvinders list og beder dem sværge tavshed (duet: "Bewahret euch von Weibertücken"). De tre damer viser sig og lokker Tamino og Papageno til at tale. (kvintet: "Wie, wie, wie") Papageno kan ikke modstå damerne, men Tamino er stadig udenfor, og vredt byder han Papageno ikke at lytte til damernes trusler og tie stille. Da damerne ser, at Tamino ikke vil tale til dem, trækker de sig i forvirring.
Scene 3: En have, Pamina sover:
Monostatos stirrer på hende med henrykkelse. (Arie: "Alles fühlt der Liebe Freuden"). Han skal til at kysse den sovende Pamina, da Nattens Dronning viser sig. Hun giver Pamina en dolk og beordrer hende til at dræbe Sarastro med den og truer med at fornægte hende, hvis hun ikke gør det. (Arie: "Der Hölle Rache kocht i meinem Herzen" / Helvedes hævn koger i mit hjerte). Nattens Dronning forlader scenen. Monostatos forsøger tvinge Pamina til at elske sig ved at true med at afsløre dronningens plan. Sarastro kommer ind og Monostatos flygter og lader os vide, at han nu vil tjene Nattens Dronning. Pamina tigger Sarastro om at tilgive hendes mor, og han beroliger hende og siger, at hævn og grusomhed ingen plads har i hans rige. (Arie: "I diesen heil'gen Hallen").
Scene 4: En hal i templet Ordeal:
Tamino og Papageno ledes ind af præster, der minder dem om, at de skal tie. Papageno klager over tørst. En gammel kvinde kommer ind og tilbyder ham en kop vand. Han drikker og spørger hende drillende, om hun har en kæreste. Hun svarer, at hun har en, og at hans navn er Papageno. Hun forsvinder, da Papageno beder om hendes navn, og de tre barneånder bringer tryllefløjten, klokkerne fra Sarastro og mad. Tamino begynder at spille på fløjten, og det tilkalder Pamina. Hun forsøger at tale med ham, men Tamino kan bundet af sit løfte om tavshed ikke svare. Hun beder i fortvivlelse Papageno om at forklare, hvorfor hendes elskede ikke vil tale til hende. Men Papageno formår for en gangs skyld at tie, da han har munden fuld af den lækre mad. Pamina er overbevist om, at Tamino ikke længere elsker hende, og at hun derfor må vælge døden. (Arie: "Ach, ich fühl's, es ist verschwunden"). Nedtrykt går hun bort til Taminos store sorg.
Scene 5: Pyramiderne:
Præsterne glæder sig over Taminos held og beder til, at det vil lykkes ham at blive værdig til deres orden (Kor: "O Isis und Osiris"). Pamina kommer ind, og Sarastro beder Pamina og Tamino  byde hinanden farvel, inden de større prøver begynder. (Trio: Sarastro, Pamina, Tamino - "Soll ich dich, Teurer, nicht mehr sehn?"  [20] [21]) De går ud, og Papageno kommer ind. Præsterne efterkommer hans anmodning om et glas vin, og han beder om en hustru. (Arie, Papageno: "Ein Mädchen Oder Weibchen"). Den ældgamle kvinde kommer igen og advarer ham om, at medmindre han lover straks at gifte sig med hende, vil han blive fængslet for evigt. Da Papageno lover at elske hende trofast (han mumler dog, at han kun vil gøre det, til der dukker noget bedre op), bliver hun forvandlet til den unge og smukke Papagena. Papageno forsøger at omfavne hende, men præsterne fører ham tilbage og fortæller ham, at han endnu ikke er værdig til hende.
Finale. Scene 6: En have:
Tamino og Pamina gennemgår deres endelige prøve;
De tre barneånder hylder daggryet. (Terzet: "Bald prangt, den Morgen zu verkünden"). De ser Pamina, der overvejer selvmord, fordi hun mener Tamino har opgivet hende. Barneånderne stopper hende og beroliger hende med, at Tamino stadig elsker hende. De må ikke forklare hans tavshed, men de vil føre hende til Tamino (Kvartet: "Zwei Herzen die von Liebe brennen").
Sceneskift uden afbrydelse af musikken, til Scene 7: Uden for templet Ordeal
To mænd i rustning møder Tamino. De reciterer en af Isis og Osiris' formelle trosbekendelser og lover den højeste oplysning til dem, der kan overvinde frygten for døden ("Der, Welcher wandert diese Strasse voll Beschwerden"). (Dette recitativ er som en barok koral til tonerne af Martin Luthers salme "Ach Gott, vom Himmel Sieh darein" (Oh Gud, se ned fra himlen). ) Tamino erklærer, at han er klar til at blive prøvet. Pamina kalder på ham fra scenen. Mændene i rustning forsikrer ham om, at prøvelsen om tavshed er forbi, og at han frit kan tale med hende. Pamina kommer ind og erklærer, at hun vil gennemgå de andre prøver med ham. Hun rækker ham tryllefløjten for at hjælpe ham. ("Tamino mein, o Welch ein Glück!"). Beskyttet af musikken fra fløjten går de uskadt gennem ild og vand. Bag scenen fejrer præsterne deres triumf og inviterer parret til at træde ind i templet.
Sceneskift uden afbrydelse af musikken, til Scene 8: En have med et træ:
Papageno er fortvivlet over at have mistet Papagena og beslutter sig for at hænge sig (Arie / Quartet: "!!! Papagena Papagena Papagena") De tre barneånder viser sig og standser ham. De anbefaler ham at spille på de magiske klokker for at tilkalde Papagena. Hun hører dem og parret forenes. Det lykkelige par stammer af overraskelse. De planlægger deres fremtid og drømmen om de mange børn de vil have sammen. (Duet: "Pa ... pa ... pa ...") [23]
Sceneskift uden afbrydelse af musikken, til Scene 9: En klippelandskab uden for templet; nat
Den forræderiske Monostatos viser sig med Nattens Dronning og hendes tre damer. De planlægger at ødelægge templet ("Nur stille, stille"), og dronningen bekræfter, at hun har lovet sin datter Pamina til Monostatos. Men før de sammensvorne kan komme ind i templet, kastes de på magisk vis ud i den evige nat.
Sceneskift uden afbrydelse af musikken, til Scene 10: Solens tempel
Sarastro deklamerer solens sejr over natten. Alle roser Tamino og Paminas mod, takket være Isis og Osiris, og hylder begyndelsen på en ny æra af visdom og broderskab.

## Formen
Med sin blanding af mystik, romantik, drama og komedie henvender Tryllefløjten
sig til alle aldre. Med sin talte dialog egner den sig glimrende som introduktion til teatrets og operaens magiske verden.
Operaens iørefaldende musik gør den til en af verdens mest populære operaer både hos den erfarne operaelsker og begyndere.
En meget populær arie fra denne opera er Nattens Dronnings arie "Der Hölle Rache kocht in meinem Herzen". Den er kendetegnet ved sit meget høje toneleje, som kræver en koloratursopran for en vellykket gennemførelse.

## Orkestrering
Orkesteret består af to fløjter, to oboer, to klarinetter, to fagotter, to horn, to trompeter, tre trækbasuner, pauker, celeste og strygere.